# Ikaïte
L'ikaïte est un minéral, carbonate de calcium hexahydraté, de formule CaCO3·6H2O. De symbole Ika, cette espèce minérale a tendance à former des cristaux pyramidaux très raides ou épineux, souvent disposés radialement, de tailles variées allant d'agrégats de la taille d'un ongle à de gigantesques éperons saillants. Elle ne se trouve que dans un état métastable à une température proche du point de congélation et se décompose rapidement en libérant la majeure partie de sa teneur en eau si on la retire du milieu aquatique. Ce « minéral fondant » est plus communément connu à travers ses pseudomorphes.

## Distribution
L'ikaïte est généralement considérée comme un minéral rare, probablement en raison de la difficulté de préserver les échantillons. Elle a été découverte pour la première fois dans la nature par le minéralogiste danois Pauly dans le fjord d'Ikka (alors orthographié Ika) au sud-ouest du Groenland, près d'Ivittuut, la localité du célèbre gisement de cryolite,. Ici, l'ikaïte se développe en des tours ou colonnes vraiment spectaculaires (jusqu'à 18 m de haut) poussant du fond du fjord à la surface de l'eau, où elles sont tronquées soit naturellement par les vagues, soit accidentellement par les bateaux,. Dans le fjord d'Ikka, on pense que des tours d'ikaïte se sont créées à la suite d'un écoulement d'eau souterraine, riche en ions carbonate et bicarbonate, résurgent dans le fond du fjord sous forme de sources, où il rentre en contact avec les eaux marines du fjord riches en calcium. L'ikaïte a également été signalée dans les sédiments marins des hautes latitudes du détroit de Bransfield, en Antarctique, dans la Mer d'Okhotsk en Sibérie orientale, au large de Sakhaline et à Saanich Inlet en Colombie-Britannique, Canada. De plus, il a été signalé dans un éventail abyssal au large du Congo, et est donc probablement présent dans le monde entier. L'occurrence la plus récente a été signalée par Dieckmann et al. (2008). Cette équipe a trouvé le minéral directement précipité en des tailles de grains de centaines de micromètres dans la glace de mer de la mer de Weddell et sur toute la banquise côtière au large de la Terre Adélie, en Antarctique. L'ikaïte peut également former de gros cristaux dans les sédiments, atteignant une taille macroscopique, parfois avec une bonne forme cristalline. Il existe des preuves solides que certains de ces dépôts marins sont associés à des suintements froids. L'ikaite a également été trouvée dans le dépôt cryogénique dans de grottes où elle précipite à partir de la congélation d'eau riche en carbonate,.

## Structure
L'ikaïte possède un système cristallin monoclinique du groupe d'espace C2/c avec des paramètres de réseau a~8,87A, b~8,23A, c~11,02A, β~110,2°,. La structure du minéral consiste en une paire d'ions (Ca2+ CO32−)0 entourée d'une cage de molécules d'eau à liaison hydrogène isolant les paires d'ions entre elles.

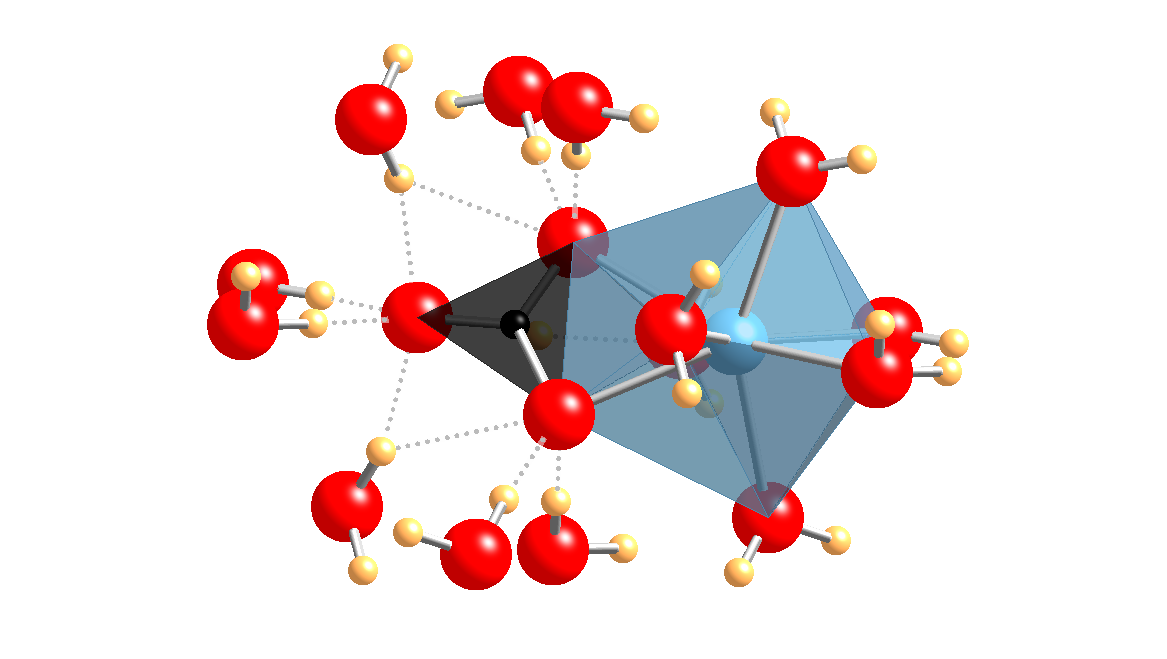
Paire d'ions (Ca ^{2+}CO_{3}^{2−})^{0} et cage d'hydratation. Une partie de la structure cristalline de l'ikaite. Le Calcium (bleu) est en coordination dodécaédrique avec les atomes O (rouge) du carbonate (plan noir) et les molécules d'eau, tandis que les liaisons hydrogène (pointillées) entre les atomes H (jaune) des molécules d'eau et les atomes O du carbonate ions existent,.

### Stabilité
La forme de carbonate de calcium (ikaïte synthétique) a été découverte au XIXe siècle dans une étude de Pelouze. Elle n'est thermodynamiquement stable qu'à des pressions modérées, donc lorsqu'il se trouve près de la surface de la Terre, elle est toujours métastable,. Comme elle semble être relativement commune dans la nature, il est clair que les conditions de nucléation et de croissance métastables sont facilement réunies. L'environnement en eau froide est certainement nécessaire à sa formation, et les inhibiteurs de nucléation comme les ions phosphate pour la croissance des phases anhydres de carbonate de calcium, telles que la calcite, l'aragonite et la vatérite aident probablement à sa conservation. Il est probable que la structure du carbonate de calcium dans une solution aqueuse concentrée consiste également en une paire d'ions, et que c'est pourquoi l'ikaïte nuclée facilement à basse température, en dehors de sa plage de stabilité thermodynamique. Lorsqu'elle est retirée de son environnement d'origine en eau froide, elle se désintègre rapidement en phases de monohydrocalcite ou de carbonate de calcium anhydre et en eau, ce qui lui vaut le surnom de minéral fondant.

## Pseudomorphes
Les indices de présence d'ikaïte peut être retrouvés à travers le temps géologique grâce à la présence de pseudomorphes d'autres phases de carbonate de calcium ultérieures. Bien qu'il puisse être difficile de définir de manière unique le minéral d'origine pour chaque spécimen, il semble y avoir de bonnes preuves que l'ikaïte est le précurseur des gisements de pseudomorphes suivants :
- Glendonite, d'après la localité type, Glendon, Nouvelle-Galles du Sud, Australie.
- Thinolite, (grec ancien : Thinos, rivage) trouvé dans le tuf de Mono Lake, Californie, États-Unis[22],[23].
- Jarrowite, de Jarrow, Northumberland, Royaume-Uni [24],[25].
- Fundylite, de la baie de Fundy, Nouvelle-Écosse, Canada
- Gersternkorner, (de l'allemand : grain d'orge)
- Gennoishi, (du japonais : marteaux)[26]
- Molekryds, (du danois : croix de Mole), île de Mors, Jutland, Danemark
- Pseudogaylussite (ressemblant à la gaylussite)
- Frelons de la mer Blanche, mer Blanche et péninsule de Kola.

L'ikaïte ou ses pseudomorphes ont été signalés dans les environnements marins, d'eau douce et estuariens.

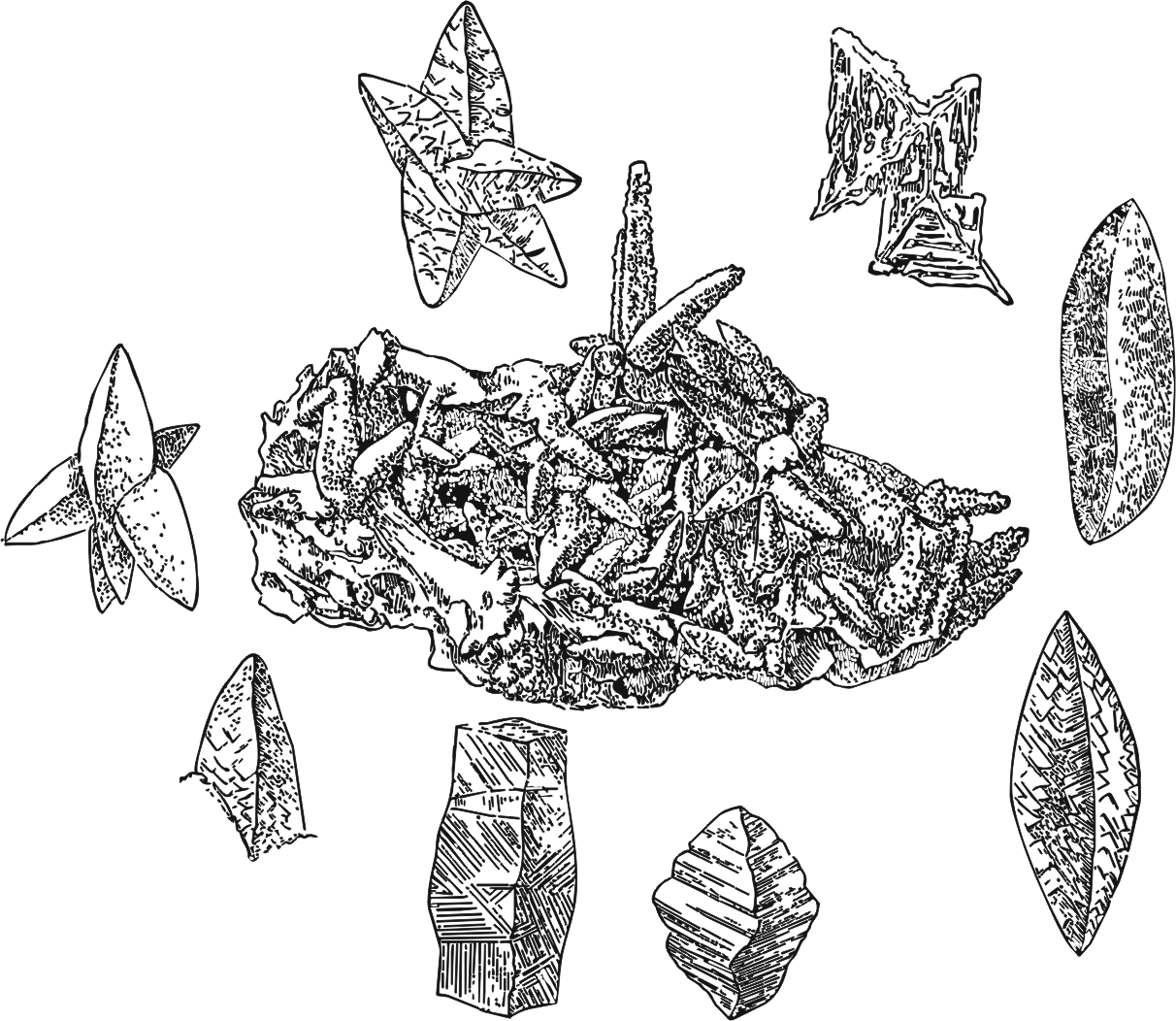
Images de pseudomorphes de thinolite tirées de ES Dana (1884).

Les températures froides semblent être la condition commune, bien que la présence de traces d'autres produits chimiques tels que les inhibiteurs de nucléation du carbonate de calcium anhydre puisse également sembler y jouer un rôle important. Il a également été signalé que l'ikaïte se formait en hiver à Hokkaido dans une source saline.
L'eau froide peut être trouvée en profondeur dans les océans même sous les tropiques, donc l'ikaïte peut se former à toutes les latitudes. Par ailleurs, la présence de ses pseudomorphes peut être utilisée comme proxy paléoclimatique ou paléothermométrie de l'eau proche des conditions de congélation,.

### Gisements de Thinolite
La thinolite est une forme inhabituelle de carbonate de calcium que l'on trouve sur les rives du lac Mono, en Californie. Ce lac ainsi que d'autres se trouvent en grande partie dans des environnements chauds, désertiques ou semi-désertiques du sud-ouest des États-Unis, et faisaient partie d'un plus grand lac post-glaciaire qui couvrait une grande partie de la région vers la fin de la dernière glaciation. À cette époque, des conditions similaires à celles du fjord d'Ikka ont permis la croissance d'une ikaïte massive.

## Géochimie isotopique
La géochimie isotopique peut révéler des informations sur l'origine des éléments qui composent l'ikaïte et ses pseudomorphes. Des études du rapport de 13C et 12C dans l'ikaïte par rapport à un standard naturel peuvent aider à déterminer l'origine du stock de carbone (organique/inorganique) consommé pour former l'ikaite. Certaines études ont montré que l'oxydation du méthane (CH4) en est la source à la fois pour l'ikaïte et pour les glendonites modernes dans les sédiments marins de haute latitude. De même, le rapport de 18O à 16O, variant en nature avec la température et la latitude, peut être utilisé pour montrer que les glendonites se forment dans des eaux très proches du point de congélation, en accord avec la formation observée d'ikaïte.